# Nahapet Rusinian
Nahabed Rusinian (en armenio: Նահապետ Ռուսինեան, 1819–1876) fue un prominente polímata armenio, quién fue uno de los colaboradores de la Constitución Nacional Armenia.

## Biografía
Nahabed Rusinian nació en 1828, en el seno de una familia armenia, en el pueblo de Efkere, localizado cerca de Kayseri. Su familia se mudó a Constantinopla en 1828. Finalizó su educación secundaria en aquella ciudad, y en 1840, recibió una beca para continuar  sus estudios de medicina en París. Durante su estadía en París, Rusinian realizó cursos de literatura y filosofía en la Universidad de La Sorbona, y estuvo inflienciado por las ideas de Lamartine, Rousseau, Montesquieu, Victor Hugo, y otros filósofos políticos. Fue en la Soborna donde Rusinian se enfrentó, por primera vez, con el principio del sufragio popular y otras ideas constitucionalistas. En 1851, regresó a Constantinopla y bajo la recomendación de Servitchen, se convirtió en el médico de la familia de Fuad Pasha. Falleció en 1879 en Estambul.

## Activismo político
Sus primeros intentos en reforma política dentro del millet otomano, fueron basados en el idioma y en la educación. Su ontología (Ուղղախօսութիւն), con todas su deficiencias, era el resultado de una mente creativa, y poseía el valor de un esfuerzo pionero. En 1858, fue designado como por el gobierno otomano como médico oficial para Hospital Militar de Estambul donde ejerció hasta 1860. En las asambleas nacionales del millet, Rusinian fue considerado como el diputado más liberal, y concebía constantemente nuevos proyectos para reformas. Después del establecimiento de la Constitución Nacional de Armenia, y durante las sesiones de la Asamblea Nacional, Rusinian alterno entre los cargos de diputado y portavoz de la Asamblea Nacional.

## Actividad literaria
Rusinian tradujo numerosas obras literarias de autores franceses como Ruy Blas de Victor Hugo. Su poema "Cilicia", a pesar de que es una adaptación del poema "Mi Normandía" de Frédéric Bérat, esta obra contiene temas emocionales y nacionalistas. Se convirtió en la letra de célebre canción del mismo nombre.